# Santiago Corella Ruiz
Santiago Corella Ruiz (Auñón, Guadalajara, 12 de gener de 1954 - desaparegut el 12 de novembre de 1983), àlies El Nani, fou un delinqüent espanyol durant els anys 1980 que va adquirir certa fama a partir de la seva desaparició. La seva història va ser portada al cinema per les circumstàncies de la seva desaparició.
En 1996 la justícia espanyola el va declarar mort després de portar desaparegut més de deu anys. No obstant això, en l'actualitat Corella segueix trobant-se en parador ignorat.

## Biografia
Fill de Santos Corella i Consuelo Ruiz, sent un nen es va traslladar a Madrid. Al començament dels anys 1980 ja era un delinqüent conegut per la Brigada Regional de la Policia Judicial de Madrid. Amb anterioritat a la seva desaparició havia estat detingut en tres ocasions (una d'elles, el 12 de novembre de 1981), per la seva relació amb un atracament a una joieria de Lleó. El botí d'aquell atracament, uns 40 quilos d'or, no es va arribar a trobar. Després d'un atracament perpetrat en 1980, durant la fugida, el Nani, va atropellar a un inspector de policia, Victoriano Gutiérrez Lobo, amb qui es tornaria a creuar anys després.
Santiago Corella estava casat amb Soledad Montero, a qui maltractava i amb qui havia iniciat un procés de separació. El matrimoni tenia 2 fills.

### Detenció i desaparició
Després d'haver sortit de presó, el 12 de novembre de 1983 va ser detingut una altra vegada per la seva possible relació amb un atracament que s'havia comès recentment en una joieria. Poc abans a Corella li havien ofert cometre un atracament en una joieria de Lavapiés, encara que ho havia rebutjat.
A més del "Nani", els policies (entre els quals es trobava l'inspector Victoriano Gutiérrez Lobo) també van detenir la seva esposa i diversos membres de la seva família. Tots ells van ser portats a les dependències policials de la Direcció general de Seguretat (DGS), a la Puerta del Sol. Una vegada allí, durant l'interrogatori el "Nani" va rebre tortures per part de diversos policies, que insistien a atribuir-li l'atracament a una joieria, malgrat que ell ho negava, i sobre el parador de les joies robades. Un dels socis de "El Nani", també detingut, va ser l'últim a veure'l amb vida, mentre era trasllat a ròssec per un passadís. Posteriorment es va informar que el Nani va ser portat per policies a un descampat de Vicálvaro perquè indiqués la ubicació de diverses armes, però que va aprofitar la foscor per escapar. Des d'aquest mateix moment va haver-hi contradiccions entorn del que havia succeït durant la detenció, i la pròpia família va denunciar que Corella havia estat assassinat pels policies.
Posteriorment van ser detinguts els autèntics autors de l'atracament, encara que Santiago Corella seguia estant en parador ignorat. Mesos després de la desaparició, la premsa es va començar a fer ressò del fet i també va començar una recerca sobre l'esdevingut durant la seva detenció. Durant algun temps el cas va estar parat, però quan en 1986 un joier va denunciar l'existència d'una màfia policial que organitzava atracaments i la seva relació amb el Cas Nani, això va suposar la reobertura de la investigació. A la seva declaració, el joier va assenyalar que Corella havia mort d'un infart en la comissaria i que havia estat enterrat en calç viva en el descampat de Vicálvaro.
El gener de 1988 l'aristòcrata Jaime Mesía Figueroa, que mantenia una estreta amistat amb els policies implicats, va declarar a la revistá Interviú que el Nani era mort i que "ell mateix l'havia enterrat". Així mateix va declarar que al costat de Corella podrien trobar-se altres cadàvers. La justícia va creure que era possible que el cadàver del "Nani" es trobés en la finca que Messía tenia llavors en la província de Còrdova. La Guàrdia Civil també va buscar el cos en els embassaments de Guadalén (Jaén), i en els de Puente Nuevo i Guadanuño (Còrdova).

### Procés judicial
El setembre del 1988 la Secció Quarta de l'Audiència Provincial de Madrid va condemnar al comissari Francisco Javier Fernández Álvarez a un total de 29 anys, set mesos i un dia de presó, a l'inspector Victoriano Gutiérrez Llop a un total de 29 anys, dos mesos i un dia i a l'inspector Francisco Aguilar González a un total de 29 anys, cinc mesos i un dia. El tribunal va absoldre de totes les acusacions als altres quatre policies processats en la causa. Els tres policies van ser condemnats com a autors criminalment responsables d'un delicte continuat de falsedat documental i d'un delicte de detenció il·legal amb "desaparició forçada". A més, aquests policies van ser també condemnats a altres penes menors per tortures i privació de drets cívics a Ángel Manzano (company d'atracaments de Santiago Corella) i Soledad Montero (esposa de Santiago Corella), per detenció il·legal de tres de les germanes de Santiago Corella i per un delicte de violació de domicili.
La sentència va produir malestar entre els policies per estimar que s'havia vulnerat la presumpció d'innocència. Miguel Martín Pedraz, dirigent del Sindicat Professional de Policia, va manifestar que la sentència sobre la desaparició del Nani era "la gota que fa vessar el got", ja que els funcionaris que prestaven servei en grups de lluita directa contra la delinqüència i el terrorisme se sentien "maltractats". El Sindicat Unificat de Policia va fer públic un comunicat en el qual considera "excessives" les condemnes contingudes en la citada sentència i recorda que, en altres casos, amb persones encausades per delictes d'assassinat les condemnes han estat "bastant inferiors".

## Filmografia
- Hi ha una pel·lícula dirigida per Roberto Bodegas basada en aquest delinqüent titulada Matar al Nani. Aquesta pel·lícula es va estrenar a l'abril de 1988, és a dir, abans de la sentència de l'Audiència Provincial de Madrid condemnant a tres policies en relació amb el cas "El Nani".